# يوري موروزوف (لاعب كرة قدم)
يوري موروزوف (23 أكتوبر 1985 بميكولايف في أوكرانيا - ) هو لاعب كرة قدم روسي في مركز الدفاع. لعب مع شينيك ياروسلافل ودينامو بريانسك ونادي تيومين ‏ وFC Dynamo GTS Stavropol ‏ وFC Tekstilshchik Ivanovo ‏ وSC Astrakhan ‏ وأفانجارد كورسك وأولمبيا فولغوغراد ‏.

## وصلات خارجية
- يوري موروزوف على موقع Soccerway.com (الإنجليزية)
- يوري موروزوف على موقع عالم كرة القدم.نت (الإنجليزية)